# Balta vicina
Balta vicina är en kackerlacksart som först beskrevs av Brunner von Wattenwyl 1893.  Balta vicina ingår i släktet Balta och familjen småkackerlackor. Inga underarter finns listade.